# Championnat d'Uruguay d'échecs
Le championnat d'Uruguay d'échecs (en espagnol : Campeonato Uruguayo de Ajedrez) est une compétition organisée par la fédération des échecs d'Uruguay.

## Championnat d'Uruguay mixte
Le championnat n'a pas eu lieu en 1930, 1932, ni en 1933.
| Année | Vainqueur                           |
| ----- | ----------------------------------- |
| 1927  | José Gabarain                       |
| 1928  | Héctor Anaya Oger                   |
| 1929  | Julio C. Balparda Muró              |
| 1930  | pas de championnat                  |
| 1931  | Carlos Hounié Fleurquin             |
| 1932  | pas de championnat                  |
| 1933  | pas de championnat                  |
| 1934  | Julio C. Balparda Muró              |
| 1935  | Carlos Hounié Fleurquin             |
| 1936  | Julio C. Balparda Muró              |
| 1937  | Alfredo F. Olivera                  |
| 1938  | Ernesto J. Rotunno                  |
| 1939  | Ernesto J. Rotunno                  |
| 1940  | Arturo Liebstein                    |
| 1941  | José Cánepa                         |
| 1942  | Arturo Liebstein                    |
| 1943  | Arturo Liebstein                    |
| 1944  | Alfredo F. Olivera                  |
| 1945  | Lorenzo R. Bauzá                    |
| 1946  | Carlos Hounié Fleurquin             |
| 1947  | Alfredo F. Olivera                  |
| 1948  | Luis Roux Cabral                    |
| 1949  | Santiago Trasmonte                  |
| 1950  | Lorenzo R. Bauzá                    |
| 1951  | Héctor Corral, Lorenzo R. Bauzá     |
| 1952  | Santiago Trasmonte                  |
| 1953  | Walter Estrada                      |
| 1954  | Lorenzo R. Bauzá                    |
| 1955  | Lorenzo R. Bauzá                    |
| 1956  | Fernando Rubio Aguado               |
| 1957  | Alfredo F. Olivera                  |
| 1958  | Antonio Bachini                     |
| 1959  | Walter Estrada                      |
| 1960  | Walter Estrada                      |
| 1961  | Walter Estrada                      |
| 1962  | Eduardo Etcheverry                  |
| 1963  | Alfredo F. Olivera                  |
| 1964  | Guillermo R. Puiggrós               |
| 1965  | José L. Álvarez del Monte           |
| 1966  | Walter Estrada                      |
| 1967  | Walter Estrada                      |
| 1968  | José L. Álvarez del Monte           |
| 1969  | Pedro Lamas                         |
| 1970  | Luis Roux Cabral                    |
| 1971  | Roberto Silva Nazzari               |
| 1972  | Pedro Lamas                         |
| 1973  | Walter Estrada                      |
| 1974  | Otto Benítez                        |
| 1975  | Otto Benítez                        |
| 1976  | José Bademian                       |
| 1977  | Walter Estrada                      |
| 1978  | Juan C. Viana                       |
| 1979  | Walter Estrada                      |
| 1980  | Manuel Dienavorian                  |
| 1981  | Alejandro Bauzá                     |
| 1982  | Daniel Rivera                       |
| 1983  | Ivo Kurtic                          |
| 1984  | Bernardo Roselli Mailhe             |
| 1985  | Daniel Rivera                       |
| 1986  | Bernardo Roselli Mailhe             |
| 1987  | Manuel Dienavorian                  |
| 1988  | Enrique Almada                      |
| 1989  | Enrique Almada                      |
| 1990  | Bernardo Roselli Mailhe             |
| 1991  | Daniel Perchman                     |
| 1992  | Daniel Izquierdo                    |
| 1993  | Bernardo Roselli Mailhe             |
| 1994  | Bernardo Roselli Mailhe             |
| 1995  | vacant (pas de match pour le titre) |
| 1996  | Jorge Brasó                         |
| 1997  | Alfonso Pérez                       |
| 1998  | Bernardo Roselli Mailhe             |
| 1999  | Gabriel Curi                        |
| 2000  | Bernardo Roselli Mailhe             |
| 2001  | Bernardo Roselli Mailhe             |
| 2002  | Bernardo Roselli Mailhe             |
| 2003  | Martín Crosa Coll                   |
| 2004  | Bernardo Roselli Mailhe             |
| 2005  | Bernardo Roselli Mailhe             |
| 2006  | Daniel Izquierdo                    |
| 2007  | Bernardo Roselli Mailhe             |
| 2008  | Bernardo Roselli Mailhe             |
| 2009  | Bernardo Roselli Mailhe             |
| 2010  | Manuel Larrea                       |
| 2011  | Bernardo Roselli Mailhe             |
| 2012  | Andrés Rodríguez                    |
| 2013  | Manuel Larrea                       |
| 2014  | Nicolas Lopez Azambuja              |
| 2015  | Manuel Larrea                       |
| 2016  | Bernardo Roselli Mailhe             |
| 2017  | Bernardo Roselli Mailhe             |
| 2018  | Andrés Rodríguez                    |
| 2019  | Bernardo Roselli Mailhe             |
| 2020  | Bernardo Roselli Mailhe             |
| 2021  | Bernardo Roselli Mailhe             |
| 2022  | Alejandro Hoffman[2]                |
| 2023  | Bernardo Roselli Mailhe             |
| 2024  | Andrés Rodriguez                    |
| 2025  | Andrés Rodriguez[3]                 |

## Championnat d'Uruguay féminin
| #       | Année | Championne                  |
| ------- | ----- | --------------------------- |
| I       | 1978  | Isabel de los Santos        |
| II      | 1979  | Isabel de los Santos        |
| III     | 1981  | Isabel de los Santos        |
| IV      | 1982  | Isabel de los Santos        |
| V       | 1983  | Silvia Lamas                |
| VI      | 1984  | Silvia Lamas                |
| VII     | 1985  | Maria Auxiliadora Fernandez |
| VIII    | 1986  | Isabel de los Santos        |
| IX      | 1987  | Isabel de los Santos        |
| X       | 1988  | Isabel de los Santos        |
| XI      | 1989  | Isabel de los Santos        |
| XII     | 1990  | Isabel de los Santos        |
| XIII    | 1991  | Susana Michelena            |
| XIV     | 1992  | Susana Michelena            |
| XV      | 1993  | Nancy Birriel               |
| XVI     | 1994  | Isabel de los Santos        |
| XVII    | 1995  | Nancy Birriel               |
| XVIII   | 1996  | Nadia Echeveste             |
| XIX     | 1997  | Nadia Echeveste             |
| XX      | 1998  | Isabel de los Santos        |
| XXI     | 1999  | Natalia Silva Rosas         |
| XXII    | 2000  | Natalia Silva Rosas         |
| XXIII   | 2001  | Leticia Vilariño            |
| XXIV    | 2002  | Leticia Vilariño            |
| XXV     | 2003  | Natalia Silva Rosas         |
| XXVI    | 2004  | Leticia Vilariño            |
| XXVII   | 2005  | Leticia Vilariño            |
| XXVIII  | 2006  | Leticia Vilariño            |
| XXIX    | 2007  | Camila Colombo              |
| XXX     | 2008  | Camila Colombo              |
| XXXI    | 2009  | Camila Colombo              |
| XXXII   | 2010  | Camila Colombo              |
| XXXIII  | 2011  | Patricia de Leon            |
| XXXIV   | 2012  | Camila Colombo              |
| XXXV    | 2013  | Camila Colombo              |
| XXXVI   | 2014  | Camila Colombo              |
| XXXVII  | 2015  | Patricia de Leon            |
| XXXVIII | 2016  | Patricia de Leon            |
| XXXIX   | 2017  | Patricia de Leon            |
| XL      | 2018  | Patricia de Leon            |
| XLI     | 2019  | Lucia Malan                 |
| XLII    | 2020  | Andreina Quevedo            |
| XLIII   | 2021  | Andreina Quevedo            |
| XLIV    | 2022  | Andreína Quevedo[4]         |
| XLV     | 2023  | Nahiara Fabra               |
| XLVI    | 2024  | Sofia Roepke                |
| XLVII   | 2025  | Nahiara Fabra[5]            |